# 黄泥河 (大绥芬河)
黄泥河，位于中华人民共和国黑龙江省东宁市西南部，是大绥芬河左岸支流，发源于绥阳林业局黄松营林所以北太平岭东南坡，蜿蜒向南流经青山林场、老黑山镇黄泥河村（原黄泥河乡）和永红村等地，过永红村后向东南约9千米汇入大绥芬河。全长46公里，流域面积373平方公里，落差475米。